# قانون کودکان
قانون کودکان (انگلیسی: The Children Act) یک فیلم در ژانر درام به کارگردانی ریچارد ایر است که در سال ۲۰۱۷ منتشر شد. از بازیگران آن می‌توان به اما تامپسون، استنلی توچی، و فیون وایتهد اشاره کرد.